# Coline Monchanin
Pour les articles homonymes, voir Monchanin.
 (octobre 2023).
Coline Monchanin, née le 11 janvier 1994 à Poitiers (France), est une ingénieure agronome française.

## Biographie

### Études
Après avoir grandi à Aizecq, en Charente (France), et face aux nombreuses difficultés de l’activité apicole que rencontrent ses parents, Coline choisit d'intégrer le lycée André-Theuriet de Civray dans la Vienne. Par la suite, Coline Monchanin entre en 2010 en Classe préparatoire aux grandes écoles et choisit d'entamer une carrière scientifique pour la protection des pollinisateurs.
En 2016 elle devient ingénieure agronome de l'École nationale supérieure agronomique de Toulouse,. Pour ses travaux, elle va recevoir une bourse de recherche d’un montant de 15.000 euros et bénéficiera d’un programme de formation au leadership, en complément à son parcours scientifique. Cette bourse va lui permettre de financer ses recherches mais également de participer à la quatorzième conférence internationale sur les récifs coralliens qui se tiendra en juillet 2021 en Allemagne afin de présenter certains de ses résultats.
Coline Monchanin a aussi eu l'occasion de traiter les compétences mathématiques des poussins à Padoue. Elle a étudié au Pérou et travaillé sur la diversité des morphologies d’un poisson dans un lac volcanique en Islande.
Depuis 2018, elle est doctorante au centre de recherche pour la cognition animale, faisant partie du Centre national de la recherche scientifique de Toulouse, et à Macquarie University, en Australie, et elle étudie les conséquences des métaux lourds sur le comportement des abeilles.

### Carrière
Au début de sa carrière, Coline s’intéresse à l’impact d’un pesticide sur l’apprentissage et la mémoire des abeilles en participant à un programme de recherches en Nouvelle-Zélande. Ces travaux permettront, quelques années plus tard, de faire évoluer la loi en Californie qui interdit dorénavant l’utilisation de ce pesticide. Son activité de recherche se poursuit en se centrant sur les abeilles, et son travail est exploité à l’international, notamment en Italie, au Pérou ou encore en Thaïlande, entre 2014 et 2018.
Depuis sa création en 1998, le programme L’Oréal-Unesco « Pour les Femmes et la Science », dont Coline Monchanin est la lauréate 2020, a accompagné et mis en lumière plus de 3.000 femmes scientifiques,,.

### Prix
- Gagnante du prix jeunes talents L'Oréal Unesco[8].